# 伊塔皮波卡
伊塔皮波卡（葡萄牙語：Itapipoca）是巴西塞阿拉州的一个市镇。总面积1614.682平方公里，总人口106140人，人口密度65.7人/平方公里。